# Ferlin Husky
Ferlin Husky (Flat River (Missouri), 3 december 1925 - Westmoreland (Tennessee), 17 maart 2011) was een Amerikaanse countryzanger.

## Jeugd
De uit Missouri afkomstige Ferlin Husky begon zijn muzikale carrière als diskjockey in het Californische Bakersfield. Onder de naam Terry Preston trad hij iedere avond op in het lokale clubcircuit. Als bassist werkte hij af en toe mee bij opnamen en concerten van gevestigde muzikanten. Bij het kleine Four Star-label werden van 1949 tot 1951 elf succesloze singles opgenomen.

## Carrière
De manager van Tennessee Ernie Ford werd op hem opmerkzaam en bemiddelde in 1951 een platencontract bij Capitol Records, waar van 1951 tot 1953 zeven singles verschenen onder de naam Terry Preston. Onder zijn feitelijke naam Ferlin Husky werd in 1953 de eerste single Hank's Song gepubliceerd, gelijktijdig produceerde hij tot midden 1954 als Terry Preston verdere songs bij Capitol Records.
Na aanvankelijke mislukkingen scoorde hij in 1953 in een duet met Jean Shepard met het nummer A Dear John Letter een nummer 1-hit in de countryhitlijst en in de pophitlijst een 16e plaats. Terwijl Shepard het zanggedeelte voor haar rekening nam, deed Husky het gesproken zanggedeelte. Na het succes van de single werd met Forgive me John een nieuwe top 10-hit geproduceerd.
Het duurde echter nog vier jaar, voordat de doorbraak als solist lukte. Zijn Gone hield opmerkelijk tien weken lang de toppositie in de countryhitlijst en kwam als crossover tot de 4e plaats binnen in de pop-hitparade. Een soortgelijk succes lukte in 1960 met Wings Of A Dove (countryhitlijst 1e plaats, singlehitlijst 12e plaats).
Onder het alias Simon Crum startte hij in het midden van de jaren 1950 een derde carrière als muzikale komiek. Ook hier was hij succesvol, ook al werden de verkoopcijfers van een Ferlin Husky niet bereikt. Zijn eerste song als Simon Crum was het in maart 1955 verschenen Cuzz You're So Sweet. De succesvolste single was Country Music Is Here To Stay. De plaat verscheen in oktober 1958 en scoorde een 2e plaats bij de countryhitlijst.
Huskys populariteit nam sinds aanvang jaren 1960 zienderogen af. In 1962 lukte hem een laatste keer een klassering in de Billboard Hot 100 met het nummer The Waltz You Saved For Me. Slechts zelden was hij vertegenwoordigd in de bovenste regionen van de countryhitlijst. Zijn grootste hits in deze periode waren Once (1966, countryhitlijst 4e plaats) en Just For You (1968, countryhitlijst 4e plaats). Telkens weer werkte hij mee bij films en tv-shows. In 1972 wisselde hij naar ABC Records. Gezondheidsproblemen dwongen hem meermaals tot langere pauzes.

## Overlijden
Ferlin Husky overleed in maart 2011 op 85-jarige leeftijd.

## Discografie

### Singles
- 1953:	A Dear John Letter / I'd Rather Die Young (duet met Jean Shepard)
- 1953:	Forgive Me John / My Wedding Ring (duet met Jean Shepard)
- 1954:	If Feel Better All Over / Little Tom
- 1957:	Gone / Missing Persons
- 1957:	Fallen Star / Prize Possession
- 1958:	Country Music Is Here To Stay / Stand Up Sit Down Shut Your Mouth (als Simon Crum)
- 1959:	My Reason For Livin' / Wrong
- 1959:	Draggin' The River / Sea Sand
- 1960:	Wings Of A Dove / Next To Jimmy
- 1961:	Waltz You Saved For Me / Out Of A Clear Blue Sky
- 1966:	Once / Why Do I Put Up With You
- 1967:	Just For You / Don't Hurt Me Anymore
- 1970:	Heavenly Sunshine / All Her Little Loving Ways

### LP's
- 1955: Ferlin Husky & Jean Shepard
- 1956: Songs Of The Home & Heart
- 1957: Boulevard Of Broken Dreams
- 1958: Country Music Holiday
- 1959: Sittin' On A Rainbow
- 1959: Born To Lose
- 1959: Ferlin’s Favorites
- 1960: Easy Livin
- 1960: Gone
- 1961: Walkin' & Hummin
- 1961: Memories Of Home
- 1962: Some Of My Favorites
- 1963: The Unpredictable Simon Crum
- 1963: The Heart And Soul
- 1963: The Hits
- 1964: By Request
- 1965: True, True Lovin'
- 1965: Ferlin Husky Sings Ole Opry Favorites
- 1965: Songs Of Music City
- 1966: I Could Sing All Night
- 1967: What Am I Gonna Do Now?
- 1967: Christmas All Year Long
- 1968: Just For You
- 1968: Where No One Stands Alone
- 1968: White Fences And Evergreen Trees
- 1968: The Best
- 1969: That's Why I Love You So Much
- 1970: Your Love Is Heavenly Sunshine
- 1970: Green Green Grass Of Home
- 1970: Your Sweet Love Lifted Me
- 1971: One More Time
- 1971: Wings Of A Dove (sampler met oudere opnamen)
- 1972: Just Plain Lonely
- 1973: True, True Lovin'
- 1973: Sweet Honky-Tonk
- 1974: Freckles And Polliwog Days
- 1974: Champagne Ladies And Blue Ribbon Babies
- 1974: Mountain Of Everlasting Love
- 1975: The Foster And Rice Songbook

- Bibsys: 7038926
- Biblioteca Nacional de España: XX5056859
- Bibliothèque nationale de France: cb138954244 (data)
- Gemeinsame Normdatei: 135500478
- International Standard Name Identifier: 0000 0001 1984 8472
- Library of Congress Control Number: n90716428
- MusicBrainz: 254781a6-c690-4d0f-b01e-548d83a4f453
- Nationale Bibliotheek van Tsjechië: mzk2005282354
- Nationale Bibliotheek van Israël: 987007315602605171
- Virtual International Authority File: 29718271
- WorldCat: E39PBJmtDbRwqxJ33qxwY7HHmd